# Пивоварня

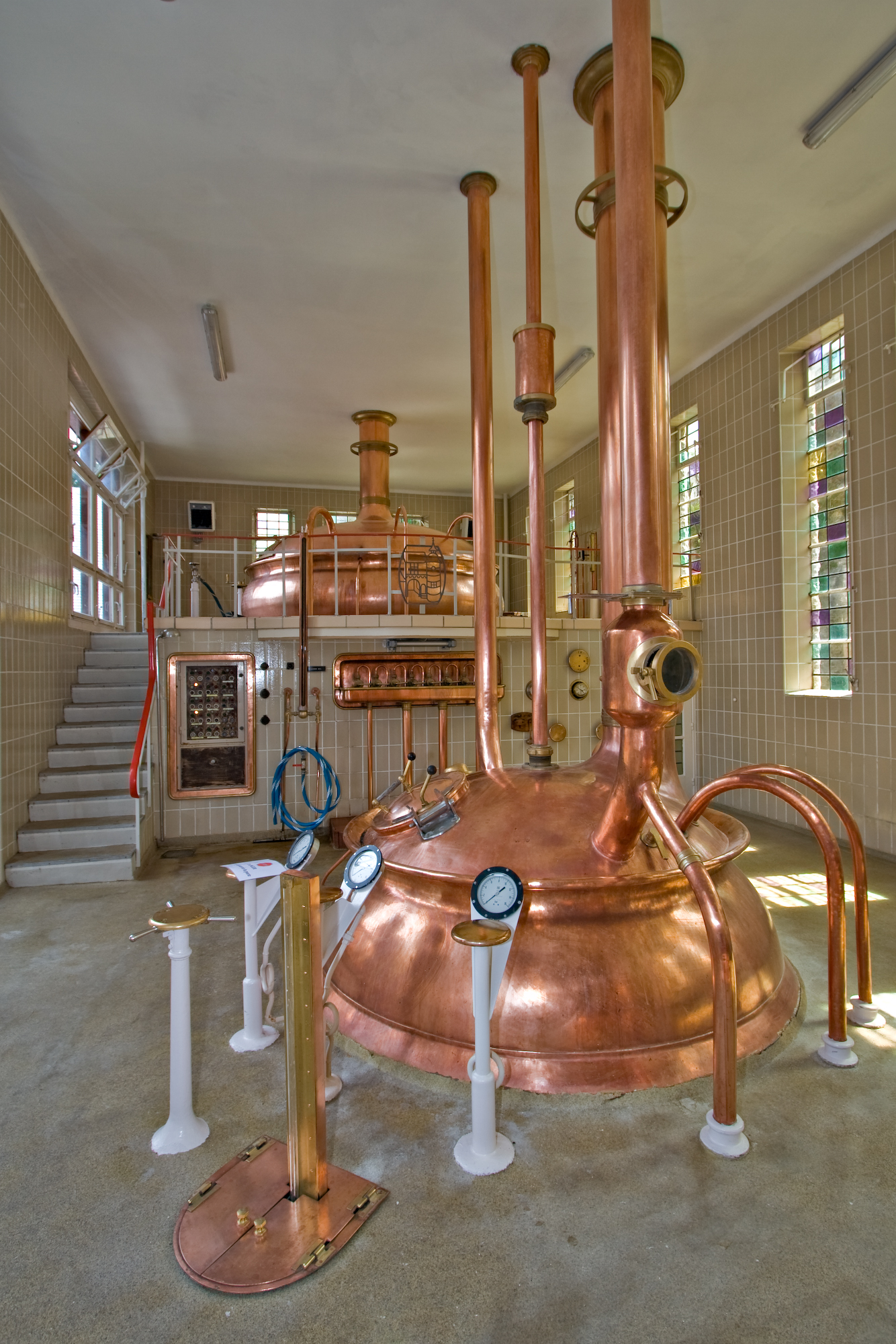
Траппіська броварня

Пивоварня або броварня (пол. browarnia, browarz від сер.-в.-нім. brouwer — «пивовар») — бізнес, який виробляє і продає пиво.
Традиційно в Україні вживалося слово «броварня». За часів Радянського Союзу став використовуватися термін «пивоварня».
Найстарішою броварнею у світі вважається німецький пивоварний завод у місті Фрайзінг у Баварії. Цей завод веде свою історію з 1040 р. (існують документи, які вказують на 1050 рік). Пивоварня Жатець у Чеській Республіка стверджує, що може довести, що вона заплатила пивний податок вже в 1004 р.). Разом з тим, китайські археологи знайшли в провінції Шеньсі давню броварню, виявивши складові для приготування пива — знахідці 5 тис. років.